# Селиханович, Александр Брониславович
Александр Брониславович Селиханович (28 февраля 1880, г. Хабно Киевской губернии (ныне Полесское Киевской области Украина — 11 апреля 1968, Пятигорск) — русский советский педагог, философ, историк педагогики, профессор (1920).

## Биография
После окончания в 1898 г. Нежинской гимназии с золотой медалью поступил в Нежинский институт на историческое отделение, в 1901 г. перевёлся в Киевский Императорский университет святого Владимира, специализировался на психологии и философии, работал под руководством профессора Г. И. Челпанова. Окончив курс историко-филологического факультета в 1905 г. с серебряной медалью (за сочинение «Учение Канта и Юма о причинности») был оставлен «для приготовления к профессорскому званию» на кафедре философии сроком на два года.

## Научно-педагогическая деятельность
С 1906 г. — учитель русской словесности и философской пропедевтики 1-й Киевской классической мужской гимназии. Среди его учеников были К. Г. Паустовский, М. А. Булгаков, А. Н. Вертинский, С. М. Лифарь и др.
По воспоминаниям К. Паустовского 

Он «промыл» перед нами русскую литературу, как опытные мастера-реставраторы промывают картины. Снял с неё пыль и грязь неправильных и мелких оценок, безразличия, казенных слов и скучной зубрежки. И она засияла перед нами таким великолепием красок, глубиной мысли и такой большой правдой, что многие из нас, уже взрослых парней, были поражены. Он открыл нам не только русскую литературу. Он открыл нам эпоху Возрождения и европейскую философию XIX века, сказки Андерсена и поэзию "Слова о полку Игореве… У Селихановича был редкий талант живописного изложения, самые сложные философские построения в его пересказе становились понятными, стройными и вызывали восторг ширью человеческого разума— Паустовский К. Г. Далекие годы // Паустовский К. Г. Собрание сочинений,- Т. IV. стр. 221-224 - М., 1982.
В 1908 г. его приглашают учителем философской пропедевтики по совместительству в 4-ю Киевскую мужскую гимназию, в 1909 г. — в Коллегию Павла Галагана.
В 1911 году А. Б. Селиханович начинает преподавать историю педагогики в Киевской женской гимназии Аделаиды Жекулиной (ныне — школа № 138), а в 1912 году — теоретическую педагогику слушательницам Киевского женского Фребелевского педагогического института. С 1913 по 1916 годы одновременно читал курсы лекций и вёл семинары в Киевском университете.
Старательно изучая психологию, логику и педагогику, в 1912 г. выдержал магистерский экзамен, а с декабря 1912 г. после прочтения и публикации испытательной лекции на тему «Психология нравственных переживаний» становится приват-доцентом Университета Св. Владимира, преподавателем этики, а также курса современной философии.
В 1917 г. он добился перевода в Тифлис, после чего покинул Киев. Преподавал на Тифлисских высших женских курсах. В 1918 г. они были преобразованы в Закавказский университет, где А. Б. Селиханович работал в звании доцента на кафедре философии и педагогики. В 1919 г., когда Закавказский университет был ликвидирован грузинскими меньшевиками, основная группа его преподавателей переехала в Баку, где и положила начало открытию Азербайджанского университета. Селиханович был одним из организаторов этого университета. Здесь он читал курсы по психологии, введению в философию, логике, истории древней философии, истории новой философии, педагогики и истории педагогики.
В 1922—1924 г. по совместительству занимал пост председателя Научного Совета Наркомпроса Азербайджанской ССР. В 1926 г. А. Б. Селиханович принял приглашение от Наркомпроса Узбекистана участвовать в организации первого Узбекского педагогического института в г. Самарканде. Перейдя в этот институт в качестве заведующего учебной частью, он проработал там в течение пяти лет до 1931 г.
В 1931-33 гг. работал сначала в Педагогическом институте г. Владикавказа, а затем в Псковском педагогическом институте. В связи с ухудшением здоровья, педагог сосредоточился на исследовательской работе и перешёл в Крымский Научно-исследовательский институт, где заведовал сектором педагогики. В 1935 г. переехал в Кисловодск.
С 1940 г. последние годы перед выходом на пенсию А. Б. Селиханович читал лекции по педагогике и истории педагогики в Пятигорском государственном педагогическом институте (ныне Пятигорский государственный университет). Научная работа в ПГПИ была, в основном, сосредоточена на подготовке курса лекций по педагогике. Во время оккупации Пятигорска немецко-фашистскими оккупантами, он оставался в городе. 25 февраля 1946 г. его утвердили заведующим кафедрой педагогики ПГПИ.

## Научно-методической работа и общественная деятельность
А. Б. Селиханович активно занимался научно-методической работой. Свой опыт преподавания философской пропедевтики, предмету, недавно введенному в средних школах и поэтому достаточно проблемный для многих учителей, он обобщает в отдельно изданной в 1913 г. брошюре «Философская пропедевтика в средней школе». В том же году выходит его учебник «Очерк общей педагогики» (до 1917 г. четырежды переиздавался).
А. Б. Селиханович большое внимание уделял истории педагогической мысли и школы в России XIX века, педагогическому творчеству Л. Н. Толстого, Н. А. Корфа, С. А. Рачинского, Н. И. Пирогова, К. Д. Ушинского, экспериментальной педагогике. В 1917 г. публикуется его солидный том «Истории педагогики на Западе и в России», в котором философ помещает свой лекционный курс. Педагог А. Б. Селиханович написал работу «Что такое трудовая школа» (1924 г.), посвященную проблемам трудового воспитания, и пособий: «Введение в философию» и «Лекции по психологии» (1927 г.). Он вёл большую лекционную деятельность, обращаясь к тематике нравственного воспитания.
Участник студенческих волнений, демократ по убеждениям. Один из основателей в 1909—1910 г. «Общества распространения в народе начального, среднего и высшего образования в рамках Киевской, Полтавской, Черниговской, Волынской и Подольской губерний».
Член Киевского религиозно-философского общества с 1908 г., на заседаниях которого часто выступал с лекциями и докладами, в частности, «О Д. С Мережковскомго» (1909) и «Религия в идейной жизни нашого края» (1913).